# 왕수복
왕수복(王壽福, 1917년 4월 23일 ~ 2003년 6월 1일)은 일제강점기부터 활동한 조선민주주의인민공화국의 가수이다.

## 생애
평안남도 강동군 출신으로 편모 슬하에서 자랐다. 명륜여자공립보통학교 3학년 때 학업을 중단하고 평양기생학교에 입학하였다. 기생학교에서 다양한 기예를 배워 기생이 되었다.
노래에 재능을 보인 왕수복은 10대 중반이던 1933년에 콜럼비아레코드에서 〈울지 말아요〉와 〈한탄〉을 취입하여 최초의 기생 출신 대중가요 가수가 되었다. 이듬해 데뷔한 선우일선과 함께 기생 출신 신민요 가수로 쌍벽을 이루었다. 1935년에 《삼천리》가 실시한 인기 투표에서 선우일선, 이난영, 전옥에 앞서 1위를 차지할 정도로 인기를 끌었다.
'유행가의 여왕'으로 불리며 인기 정상에 있던 1936년에 일본으로 건너가 개인 교습으로 서양 음악을 공부했다. 이후 메조소프라노 가수로 변신하여 주로 조선 민요를 서양 성악 창법으로 불렀다. 당시 인터뷰를 통해 "최승희씨가 조선무용을 살린 것처럼 나는 조선의 민요를 많이 노래하고 싶습니다."라고 밝힌 바 있다.
소설가 이효석과 경제학자 김광진의 연인으로도 유명하다. 1942년 이효석이 사망할 때 임종을 지켰고, 이후 시인 노천명의 연인이었던 김광진과 결혼하였다. 김광진이 월북했을 때 함께 평양에 남아 조선민주주의인민공화국에 정착했다.
1953년에 중앙라디오 방송위원회 전속가수로 가수 활동을 재개한 뒤, 1955년에는 국립교향악단 성악가수가 되었다. 1959년에는 조선민주주의인민공화국의 공훈배우 칭호를 수여받았으며, 말년까지 최고의 대우 속에 활동하고 사후에는 애국렬사릉에 묻혀 있다. 1965년에 김광진과 함께 판문점을 관광하는 모습이 포착되어 대한민국 언론에 보도되기도 했다.

## 참고자료
- 강옥희,이영미,이순진,이승희 (2006년 12월 15일). 《식민지시대 대중예술인 사전》. 서울: 소도. 208~209쪽쪽. ISBN 978-89-90626-26-4.
- 이동순 (2007년 5월 3일). “[이동순의 가요이야기 .5] 민족혼을 노래한 가수, 왕수복”. 영남일보. 2008년 7월 16일에 확인함. |제목=에 지움 문자가 있음(위치 1) (도움말)[깨진 링크(과거 내용 찾기)]